# Bouleternère
Bouleternère (in catalano Bulaternera) è un comune francese di 832 abitanti situato nel dipartimento dei Pirenei Orientali nella regione dell'Occitania.

## Geografia fisica

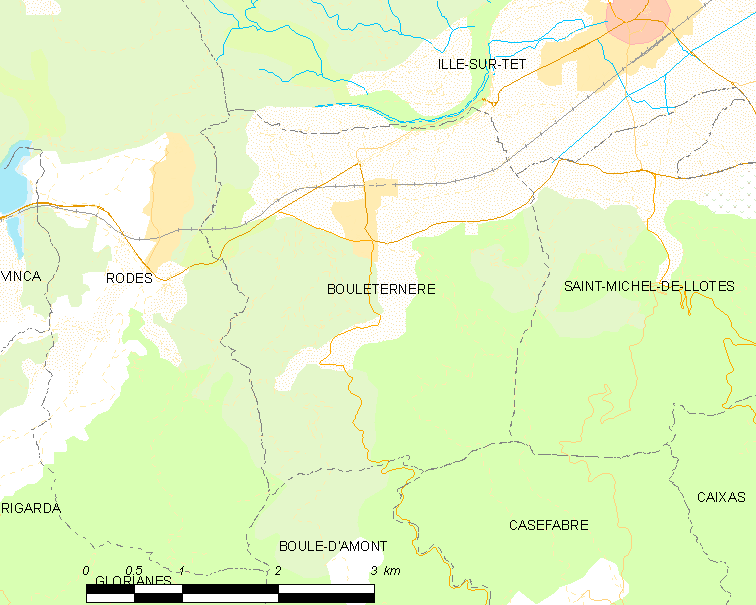
Situazione di Bouleternère

## Società

### Evoluzione demografica
Abitanti censiti